# Попа (заповідник)
Заповідник Попа (англ. Popa Game Park) площею 0,25 km² було створено 1989 р. Розташований на сході від Rundu у Смузі Капріві.
Парк зберігає маленький клапоть заплавного лісу на західному березі річки Окаванго і на острівцях. Течія річки переривається кварцитовим виступом, створюючи каскад 4-метрових водоспадів, відомих, як Попа-Фолс.
Заповідник Попа є популярним місцем зупинки для туристів, які прямують до близьких охоронюваних ділянок, таких як Гаудум (національний парк), філіали Buffalo і Mahango національного парку Бвабвата і, далі, до національних парків Мудуму і Мамілі, що у Смузі Капріві. Невеличкий табір відпочинку і кемпінг забезпечують ідеальну базу для відвідин Маганго, що розташований у 14 км на південь.

## Природні принади
Пишна рослинність, величний ліс прирічкової смуги, водоспад Попа на річці Окаванго.

## Рослинність
Дерева і чагарники саванного біому в долині Окаванго. Найчастіше зустрічаються дерева шакалина ягода (Diospyros mespiliformis) і акація Acacia nigrescens.

## Тварини
Крокодили, бегемоти, мавпи, колючі вугрі. 417 видів птахів, зареєстрованих тут, включають сланцеву білу чаплю, голосистого лелеку, яструба біти, західного стрічкового зміїного орла, багато видів вільшанок.

## Туризм
Спостереження за птахами. Прогулянки. Відпочинок у таборі з бунгало. Одноденні візити у Buffalo, Mahango. Комунальна кухня і засоби гігієни. Ресторан і кіоск. Декілька компаній пропонують подорожі човнами.